# Kulový Blesk
Kulový Blesk (littéralement en français La Foudre en boule) est un film tchécoslovaque écrit par  et réalisé par Ladislav Smoljak et Zdeněk Podskalský, sorti en 1978. 
Écrite par Ladislav Smoljak et Zdeněk Svěrák, cette comédie marque les débuts de Smoljak en tant que réalisateur. Le film raconte l'histoire du « plus grand événement de l'histoire du déménagement », le douze millième déménagement d'appartement de Prague.

## Synopsis
À la demande de nombreuses personnes intéressées par un échange d'appartements à Prague, Radosta organise un « douze équipes », c'est-à-dire le déménagement simultané de 12 familles. Il a appelé l'événement « Ball Lightning » car il doit se produire rapidement, avec énergie et en même temps. Parmi les personnes intéressées, il est assisté par M. Knotek, un psychologue qui travaille principalement à domicile et de l'Ing. Severín, qui est le seul à avoir une voiture fiable au niveau de son embrayage.
Heureux du succès de son entreprise, qu'il décrit comme « le plus grand événement de l'histoire du déménagement », il n'hésite pas à reporter le mariage de deux participants âgés (M. Flieger et Mme Opatrná) à une date antérieure afin qu'ils soient déjà mariés au moment du déménagement. Toutefois, cela signifie que le témoin convenu avec M. Flieger ne pourra pas être présent et que M. Knotek devra le remplacer. Malgré sa réticence initiale, il se met dans l'ambiance pendant le festin et finit ivre et organise un « mouvement d'entraînement » nocturne où lui et d'autres invités de mariage excités font le tour des autres participants du quart, les réveillent et les convainquent de « pratiquer » le mouvement. Cela suscite des réactions diverses, allant de positives à des réactions complètement négatives. La compagnie provoque le plus grand embarras chez les Kadlec, où ils sont vaincus par des jets de pierres brisant leur fenêtre, et où le sérieux inspecteur Drahota est tellement dégoûté qu'il veut se retirer de tout l'événement. Un Radosta en colère force alors Knotek (que sa femme a dû récupérer pendant qu'il dormait chez les Pivonka) à s'excuser auprès de tout le monde en personne.
Les Knotka eux-mêmes doivent emménager dans le grand appartement du chanteur à la retraite Maître Bílek, tandis que la vieille Mme Jechová doit emménager dans leur plus petit appartement. Elle fait peu à peu diverses concessions, demandant par exemple aux Knotkov de laisser leur machine à laver dans l'appartement, et elle est particulièrement mécontente de l'emplacement de la cave à charbon des Knotkov, qui est trop loin et trop profonde pour elle. Pour déménager, Knotek est obligé d'organiser un échange de cave avec son voisin peu coopératif Klabouch, et en plus de payer une indemnité, il doit déplacer tout le charbon.
Même le processus de déménagement lui-même n’est pas sans complications. Au début, il semble que tout l'événement va échouer à cause de Mme Jechová, qui ne peut pas dire au revoir à son ancien appartement et veut annuler sa participation à la dernière minute. Le Dr Radosta invoqué finit par la vaincre lorsqu'il décrit dans des couleurs terrifiantes le mal qu'elle causerait à tout le monde et qu'il la poursuivrait en justice. Une situation encore pire se produit dans l'appartement du vieux M. Bílek, qui ne peut pas être réveillé et semble mort. Radosta explique à Knotek que la mort de Bílek doit être gardée secrète afin qu'il apparaisse bien qu'il est mort dans le nouvel appartement - sinon l'échange ne peut pas être valable. Ils le recouvrent donc soigneusement et l'enveloppent sur le canapé, puis l'ajoutent aux meubles à déplacer. Mais il s'avère que ce même divan de Bílek a déjà été acheté par le Dr Ječný, un collectionneur d'antiquités qui tente obstinément de le récupérer. Radosta n'a d'autre choix que d'admettre la vérité, mais après avoir retiré la couette, il s'avère que le morceau avait été remplacé entre-temps pendant le chaos du déménagement et que M. Bílek emballé avait probablement été emmené dans la nouvelle maison du couple Flieger. Tout le monde se précipite vers l'endroit, où ils sont surpris de voir M. Bílek assis et fumant sur « son » canapé. Il s'avère qu'il dormait simplement profondément après une longue journée de préparation des bagages...
Durant le générique de fin, le spectateur peut voir que le Dr Radosta planifie un autre événement, cette fois-ci un événement de vingt-quatre heures, sous le nom de « Bullet Lightning II ».

## Distribution
- Rudolf Hrušínský : Docteur Radosta
- Karel Kalaš (cs) : M. Bílek, chanteur d'opéra
- Josef Abrhám : Vladimir Knotek, psychologue
- Daniela Kolářová (cs) : Vera Knotek, sa femme
- Dana Vávrová : la fille des Knotek
- Daniel Beran : le fils des Knotek
- Milada Ježková : Anežka Jechová
- Bedřich Prokoš : Bohumil Flieger
- Zita Kabátová : Jarmila Opatrna
- Ladislav Smoljak : Ing. Séverin
- Zdeněk Svěrák : MUDr. Ječný
- Marie Málková : Mme Ječný
- Jaroslav Vozáb : Inspecteur Drahota
- Zora Božinová : Mme Drahota
- Vera Kalendova : Máňa, l'amie de Mme Jechová
- Karel Belohradsky : M. Klabouch, le voisin de la famille Knotek
- Peter Brukner : Miroslav Pivonka
- Vlasta Žehrová : Andela Pivonkova
- Rudolf Vodrážka : Monsieur Kadlec
- Karolina Slunéčková : Mme Kadlec
- David Smoljak : Jirka Kadlec
- Pavel Vondruška
- Josef Koudelka Bergstein : un	photographe
- Vít Olmer : un violoniste
- Emilie Zíchová : témoin avec violon
- Zdeněk Srstka : un déménageur
- Tibor Kiss : Monsieur Fazekas
- Marie Kissová : Eržika Fazekas, sa femme
- Eliška Moulisová : Erzika Fazekas Jr.
- Marie Kissová Jr. : Maruska Fazekas
- Alena Kissová : une autre fille des Fazekas